# Markuskapelle (Schollbrunn)

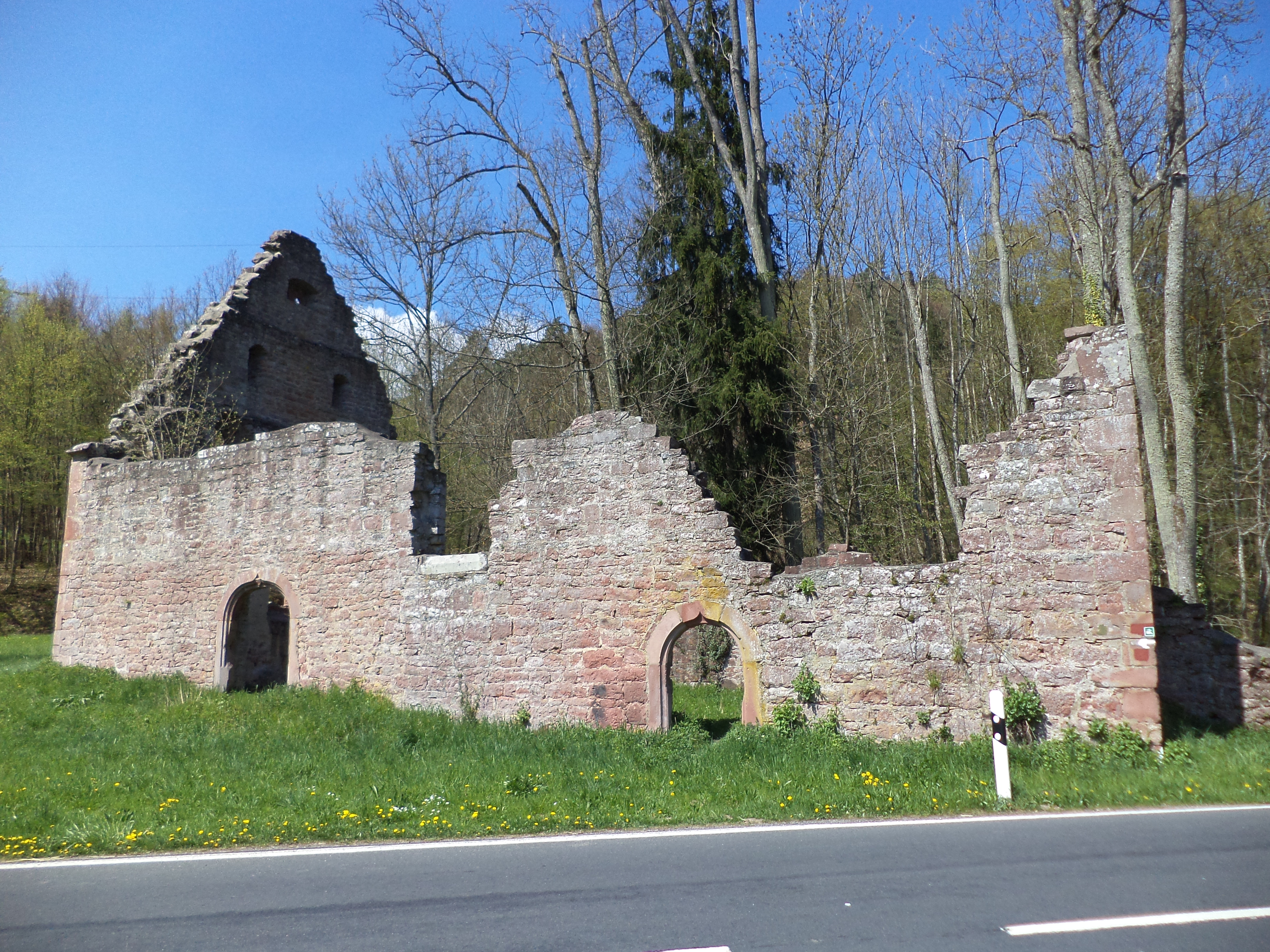
Ruine der Markuskapelle

Die Ruine der Markuskapelle steht im Spessart, südöstlich von Schollbrunn im Landkreis Main-Spessart in Bayern.

## Geographie
Die Kapellenruine befindet sich an der Fechermühle, am Eingang zum Mühlental, an der rechten Hangseite des Haslochbachs. Westlich liegt im Kropfbachtal die Kartause Grünau. An der Markuskapelle vorbei führt die Staatsstraße 2316 von Schollbrunn nach Hasloch. Direkt an den Südmauern verläuft die Gemeindegrenze zu Hasloch.

## Geschichte
Die Markuskapelle wurde im Jahre 1216 erstmals erwähnt. Man errichtete sie zu Ehren der Heiligen Maria, Laurentius und Nikolaus. Ab 1297 ist die Kapelle als Wallfahrtsort belegt. Die Markuskapelle wurde im Bauernkrieg um 1525 so zerstört, dass sie in der folgenden Zeit zerfiel. Das Gnadenbild, eine Madonna mit Kind aus der Zeit um 1480, ziert noch heute den Seitenaltar der Pfarrkirche Faulbach. Die Kapellenruine diente dann zeitweise als Viehstall. Im 19. Jahrhundert konnten die Grafen von Wertheim-Löwenstein-Rosenberg verhindern, dass die Ruine dem Steinraub oder als Baumaterial für den Straßenbau zum Opfer fiel.